# Elizabeth Barrett Browning
Elizabeth Barrett Browning (Coxhoe, 6 de marzo de 1806 - Florencia, 29 de junio de 1861) fue una escritora británica de la etapa victoriana que se destacó por su poesía.
Hizo campaña por la abolición de la esclavitud y su obra ayudó a influir en la reforma de la legislación sobre trabajo infantil.
Su producción literaria influyó en Emily Dickinson y, aunque opinión más controvertida, en Edgar Allan Poe con quien mantuvo correspondencia.

## Biografía
Elizabeth Barrett Browning, llamada originalmente Elizabeth Barrett Moulton-Barrett, nació en la aldea de Coxhoe Hall, a 8 km al sureste de la ciudad de Durham (Inglaterra) y a 430 km al norte de Londres. Era hija de un propietario de plantación Edward Moulton-Barrett, que adoptó el apellido Barrett al heredar las fincas de su abuelo en Jamaica. Fue bautizada en la iglesia de Kelloe, donde una placa la describe como una "gran poeta, noble mujer, devota esposa". Su madre se llamaba Mary Graham-Clarke y provenía de una familia adinerada de Newcastle upon Tyne, descendiente del rey Eduardo III de Inglaterra.
Barrett fue educada en su hogar por su hermano mayor y el tutor Daniel McSwiney. Al parecer comenzó a escribir versos a la edad de cuatro años, leía novelas con seis, con ocho las traducciones de Homero y a los diez ya estudiaba griego. A los doce años ya había escrito su propia epopeya homérica, La batalla de Maratón: un poema.
De 1820, es su The Battle of Marathon, un poema de estilo épico cuyas copias permanecieron dentro de la familia. Su madre compiló la poesía de la todavía niña en la colección de "Poems by Elizabeth B. Barrett" que su padre llamó " Poet Laureate of Hope End" en alusión a la mansión donde vivían. El resultado es una de las mayores colecciones de juventud escrita en lengua inglesa.[cita requerida]
En esta época, Elizabeth comenzó a luchar contra una enfermedad, que la ciencia médica de la época no pudo diagnosticar. Las tres hermanas cayeron con el mismo síndrome aunque solo persistió en Elizabeth. Tenía dolor intenso de cabeza y columna con pérdida de movilidad. Enviada para recuperarse a Gloucester, fue tratada, en ausencia de síntomas que respaldaran otro diagnóstico, por un problema de columna vertebral. Aunque esta dolencia continuó durante el resto de su vida, se cree que no está relacionada con la afección pulmonar que desarrolló más tarde, en 1837.
Para calmar los dolores derivados de sus problemas de salud, Barrett comenzó a tomar opiáceos, láudano, seguido de morfina, entonces comúnmente prescrito, convirtiéndose en dependiente de ellos durante gran parte de su vida adulta. Así mismo, el uso desde una edad temprana de este derivado del opio bien pudo haber contribuido a su frágil salud. Algunos biógrafos como Alethea Hayter han sugerido que esto también puedo haber fomentado la viveza de su imaginación y tener impacto en la poesía que produjo.
En 1821, con 15 años, Elizabeth Barrett lee Vindicación de los derechos de la mujer de Mary Wollstonecraft (1792), convirtiéndose en una apasionada defensora de las ideas de esta pensadora y escritora referente del pensamiento feminista.
En 1828 fallece su madre. A partir de este momento, es su tía Mary Sarah Graham-Clarke quién se encarga principalmente de cuidar a los hijos de su hermana. Tras las demandas y la abolición de la esclavitud, el padre de Elizabeth sufre grandes pérdidas financieras y de inversión que le fuerzan a vender Hope End. Aunque los Barrett nunca llegaron a ser pobres, el lugar fue confiscado y puesto a la venta para satisfacer a los acreedores, representando un duro golpe para la economía de la familia.
Entre 1833 y 1835, la familia se traslada a Belle Vue en Sidmouth, rebautizado en la actualidad como Cedar Shade, en donde una placa azul en la entrada atestigua el paso de Barrett por la localidad. En 1838, algunos años después de la venta de Hope End, los Barrett se establecen en el 50 Wimpole Street.
Durante 1837-38 la poeta sufrió una nueva enfermedad, con síntomas que hoy sugieren una ulceración tuberculosa de los pulmones. Ese mismo año, como consecuencia de la insistencia de su médico, los Barrett vuelven a mudarse, en este caso a Londres a Torquay, en la costa de Devonshire. Más tarde dos tragedias azotan a la familia. En febrero de 1840, su hermano Samuel muere de fiebre en Jamaica y poco después, en julio, su hermano favorito Edward ("Bro") se ahoga en un accidente de navegación en Torquay. Esto tuvo un efecto grave en su salud, que ya era frágil y la familia regresa a la calle Wimpole en 1841. Aquí Elisabeth Barrett Browning pasa la mayor parte de su tiempo en su habitación de arriba, viendo a pocas personas fuera de su entorno inmediato. Durante este aislamiento su perro de aguas Flush se convierte en una importante compañía. La propia Elizabeth Barrett, con la perspectiva de los años, describe como se sentía y como le afectó esta situación de soledad y desconexión con el mundo, que percibía como una clara desventaja para desarrollar su pasión por la escritura, que para ella representaba una válvula de escapeː

He vivido sólo hacia adentro o con tristeza, por una emoción fuerte. Antes de esta reclusión de mi enfermedad, estuve recluida también y pocas habrá en el mundo entre las mujeres más jóvenes que no hayan visto más, oído más, sabido más de la sociedad, que yo, que difícilmente puedo ya ser considerada joven.
Elisabeth Barrett Browning en Virginia Woolf

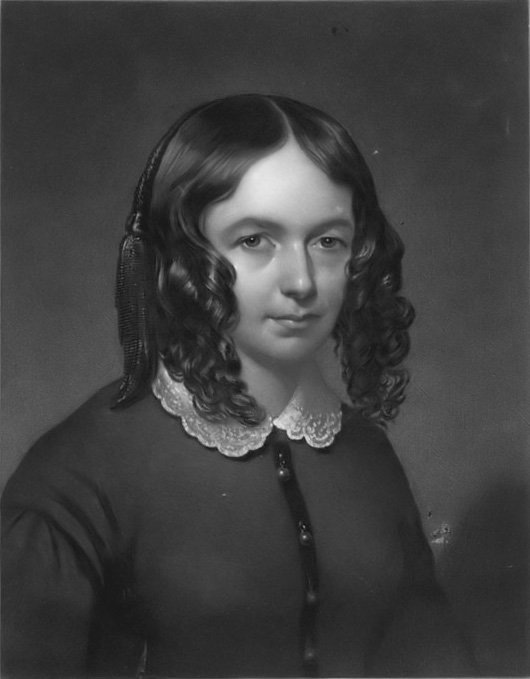
Elizabeth Barrett Browning.

El periodo de 1841 a 1844 son años prolíficos en poesía, traducción y prosa. El poema " The Cry of the Children ", publicado en Blackwoods en 1842, condenando el trabajo infantil, ayudó a realizar reformas legales mediante el apoyo a la Ley de diez horas de Lord Shaftesbury (1844).
En 1844 publica dos volúmenes de Poemas, que incluyeron "A Drama of Exile", "A Vision of Poets", y "Courtship de lady Geraldine" y dos importantes ensayos críticos para The Athenaeum. La liberación de las tareas domésticas que le supuso su enfermedad, le permitió, a diferencia de lo que sucedía con sus hermanas y lo que se esperaba de cualquier joven de la época, centrarse y desarrollar su faceta intelectual y creativa, cultivando una enorme correspondencia y leyendo ampliamente.
Los Poemas publicados en 1844 le trajeron un gran éxito, atrayendo la admiración del escritor Robert Browning, con el que inicia una correspondencia secreta, que culmina en matrimonio también secreto por temor a la desaprobación de su padre que, en efecto, se produjo, siendo poco después del enlace desheredada por este. La pareja se asentó en Florencia, en donde la salud de Elizabeth mejora. Aquí escribe Las ventanas de la casa Guidi (Casa Guidi windows, 1851), considerada por muchos su trabajo más poderoso, inspirada por la lucha toscana por la libertad. El matrimonio instala su residencia en Piazza San Felice, en el apartamento que hoy es el museo de Casa Guidi, dedicado a su memoria. Durante su estancia en esta ciudad Elizabeth Barrett se hace muy amiga de las poetas británicas Isabella Blagden y Theodosia Trollope Garrow. En 1848 nace su único hijo, Robert Wiedeman Barrett.
Su obra más conocida en España es The Sonnets from the Portuguese, normalmente traducidos como Sonetos del portugués, aunque también han aparecido publicados como Sonetos de portugués, Los sonetos del portugués, Sonetos portugueses, Los sonetos de la dama portuguesa o Sonetos de la portuguesa. De tema amoroso, relata su propia historia de amor, disfrazándola escasamente con el título. Empieza a escribirlos en 1845, y no es hasta 1848 que se los da a leer a su esposo, finalmente los publica en 1850, dentro de una edición aumentada de los Poemas.
En 1856 se publica Aurora Leigh, la que Barrett considera su obra más madura, "aquella en la que figuran mis convicciones más elevadas sobre la vida y el arte". Se trata de una libro gestado durante muchos años, que ya tenía en mente cuando conoce a su marido, con el que comparte su idea y anhelos sobre el mismoː

Mi principal intención en este momento es escribir una especie de novela-poema...adentrándome en el centro de nuestras convenciones, e irrumpiendo en las salas de estar y sitios parecidos, "donde a los ángeles les da miedo pisar"; y abordando así, cara a cara y sin máscara, a la humanidad de la época, diciendo claramente la verdad sobre ella. Esa es mi intención.
Elisabeth Barrett Browning en Virginia Woolf

Aurora Leigh fue, además, una de las más apreciadas por el público de la época, como pone de manifiesto que en el año 1873, diecisiete desde su publicación, se llegaran a hacer trece ediciones de este libro.
En 1860 salió a la luz una edición completa de sus poemas con el título de Poemas antes del Congreso (Poems before Congress). La hermana de Barrett Browning, Henrietta, murió en noviembre de 1860. La pareja pasó el invierno de 1860-1861 en Roma, donde la salud de Barrett Browning se deterioró, y regresaron a Florencia a principios de junio de 1861.
Ella se fue debilitando gradualmente, y utilizaba cada vez más morfina para aliviar su dolor. Murió el 29 de junio de 1861 en brazos de su marido. Browning dijo que murió «sonriente, feliz y con cara de niña... Su última palabra fue: “Hermoso”».
Su cuerpo fue sepultado en el cementerio destinado a la comunidad inglesa. Una colección de sus últimos poemas fue publicada por su marido poco después de su muerte.

## Importancia literaria

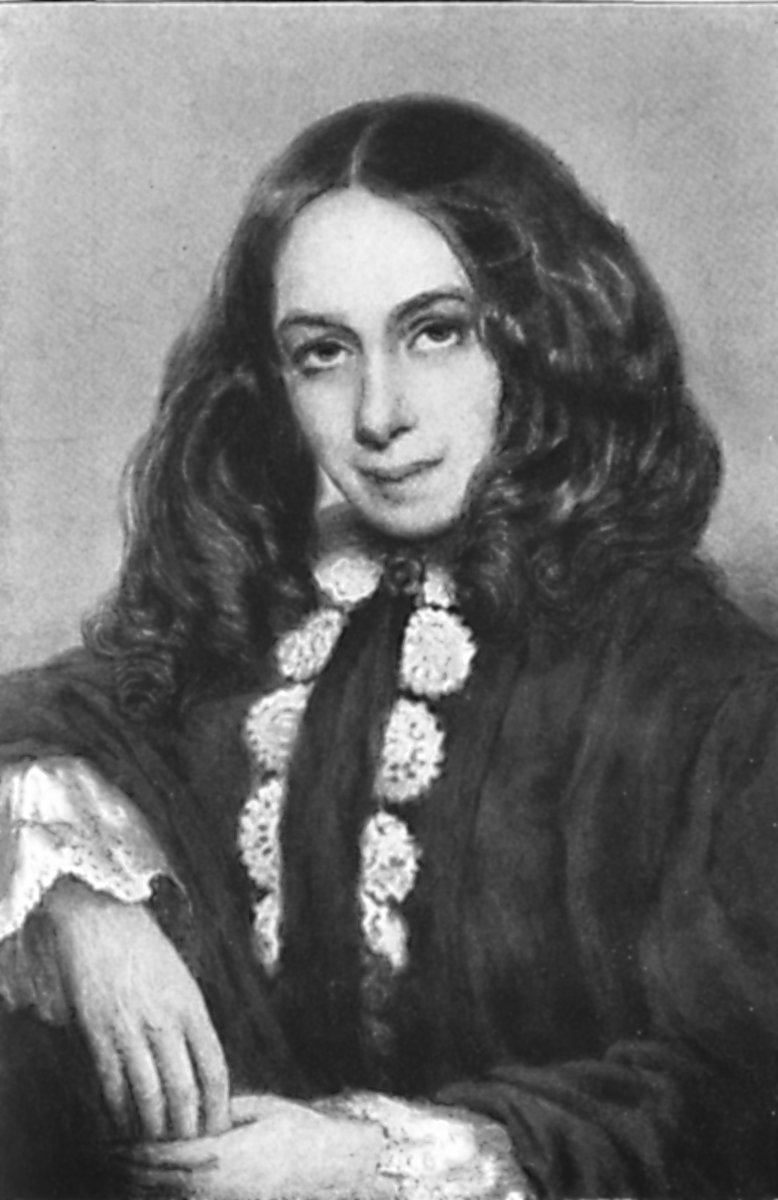
Elizabeth.

Generalmente se considera a Barrett la más grande poetisa británica. Sus obras están llenas de ternura y delicadeza, pero también de fuerza y hondura de pensamiento. Sus propios sufrimientos, combinados con su fuerza moral e intelectual, hicieron de ella una defensora de los oprimidos allí donde los encontrara. Su talento era sobre todo lírico, aunque no toda su obra adopta esa forma. Sus debilidades son la falta de concisión, cierto manierismo, y fallos en metro y rima.

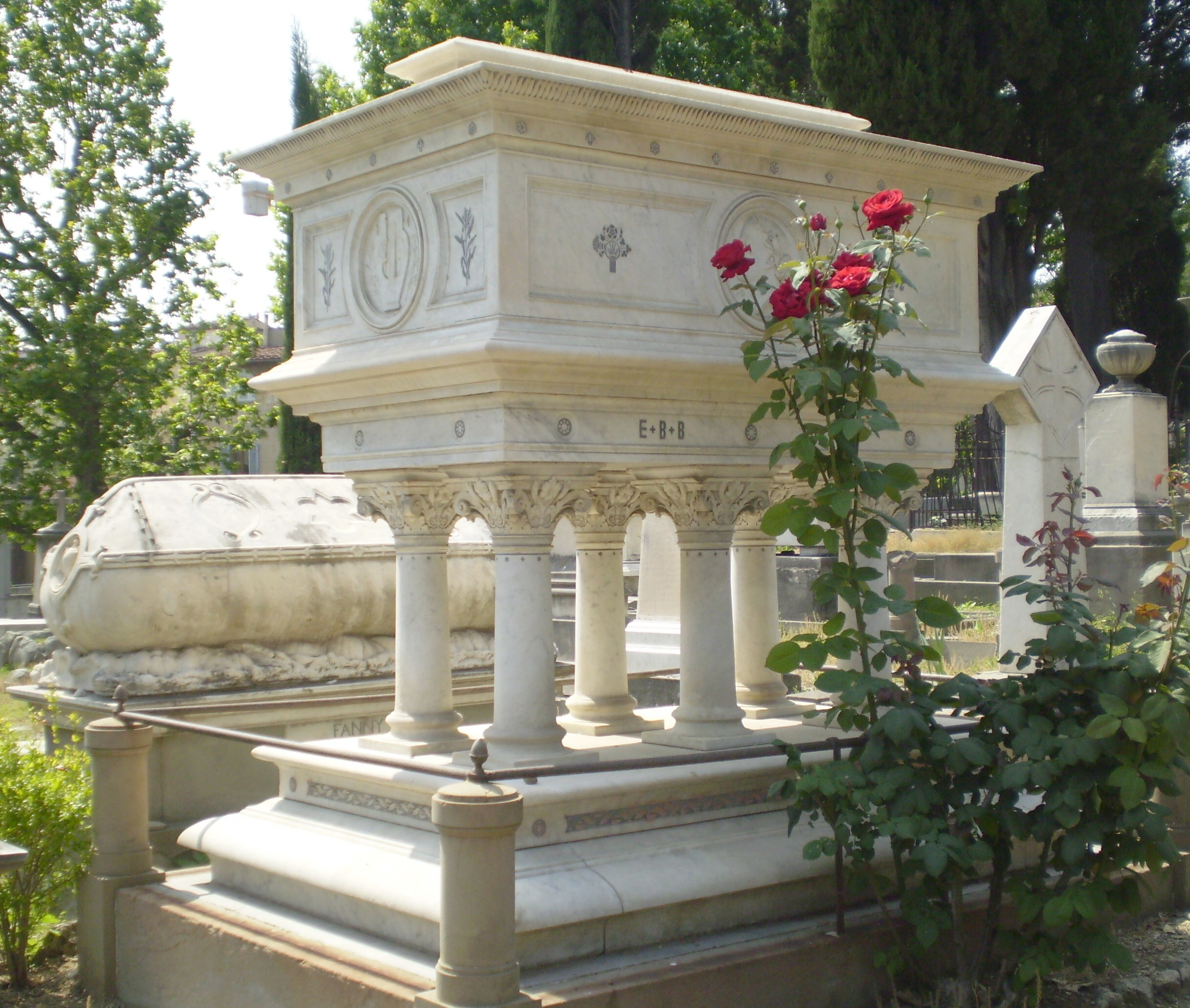
Su tumba en el Cementerio Inglés de Florencia (Italia).

Una de sus obras más famosas es los Sonetos del portugués, una colección de sonetos amorosos escritos por Browning pero disfrazados como una traducción. El más famoso de ellos, con una de las frases iniciales más conocidas del idioma inglés, es el número XLIII: "How do I love thee? Let me count the ways… / ¿Cómo te amo? Déjame contarte las maneras en que te amo..."
Pero mientras sus petrarquianos Sonetos del portugués son exquisitos, también fue una poetisa profética, incluso épica, al escribir Las ventanas de la casa Guidi en apoyo del Risorgimento italiano, como Byron había apoyado la independencia de Grecia respecto a Turquía.
Aurora Leigh es también otra de sus obras más conocidas, escrita en nueve volúmenes que representan el número de la mujer, después de la muerte de Margaret Fuller al ahogarse en el barco "Elizabeth", en el que Aurora encarna a Margaret y Marian Erle, a la propia Elizabeth. Aurora Leigh transcurre en Florencia y en Inglaterra y ―empleando en ella sus conocimientos adquiridos desde la infancia― de la Biblia en hebreo, Homero, Esquilo, Sófocles, Apuleyo, Dante, Langland, Madame de Stael, y George Sand.
Virginia Woolf dice sobre esta obra de Barrett que su velocidad y energía, además de una franqueza y seguridad absoluta mantienen cautivadas a las personas que leen el texto. Resalta, asimismo, que una de las impresiones más penetrantes cuando se lee esta obra es la sensación de la presencia de la autora, que "a través de la voz del personaje Aurora, resuenan en nuestros oídos el carácter, las circunstancias, las peculiaridades de Elisabeth Barrett".
El gobierno de Italia y la Comuna de Florencia celebraron su poesía con placas conmemorativas en la Casa Guidi, donde los Browning vivieron durante sus quince años de matrimonio.
Lord Leighton diseñó su tumba en el cementerio inglés, realizándose su escultura, no muy fidedigna, en mármol de Carrara, por parte del escultor italiano Francesco Giovannozzo.
En 2006 la Comuna de Florencia colocó una corona de laurel sobre esta tumba para celebrar el segundo centenario de su nacimiento.